# Jermaine Hopkins
Jermaine „Huggy“ Hopkins (* 23. August 1973 in Newark, New Jersey) ist ein US-amerikanischer Schauspieler.
Hopkins erste Rolle als Filmschauspieler war die des Thomas Sams in Der Knallharte Prinzipal aus dem Jahr 1989.
1992 spielte Hopkins als Steel neben Omar Epps, Tupac Shakur und Khalil Kain in dem Drama Juice – City-War.
Neben seiner Arbeit beim Film tritt Hopkins auch im Fernsehen auf, etwa in Fernsehserien wie Law & Order oder The Royal Family.
Der Schauspieler ist mit Renee Hopkins verheiratet und hat mit ihr einen Sohn.

## Filmographie
- 1989: Der knallharte Prinzipal (Lean on Me)
- 1992: Juice – City War (Juice)
- 1993: Schule der Gewalt (Strapped)
- 1996: Hip Hop Holiday (Phat Beach)
- 1996: Bullet – Auge um Auge (Bullet)
- 1997: Die Playboy-Falle (How to Be a Player)
- 2002: Urban Massacre
- 2008: Cash Rules
- 2012: Zoo